# Ángel Arturo Aballí
Ángel Arturo Aballí y Arellano (Matanzas, 1880-La Habana, 1952) fue un pediatra, académico y profesor cubano.

## Biografía
Nació en Matanzas el 30 de septiembre de 1880, fue médico especialista en enfermedades de niños. Vivió en La Habana, en cuya universidad fue catedrático de Pediatría, después de haber sido alumno de la misma y ganado varias becas. Desde 1918 fue miembro de número  de la Academia de Ciencias de la Habana. Desempeñó antes de esa época varios cargos científicos por oposición, y publicó diversos trabajos, uno de ellos en colaboración con J. Guiteras. Falleció el 22 de julio de 1952 en La Habana.